# Brilliance China Auto

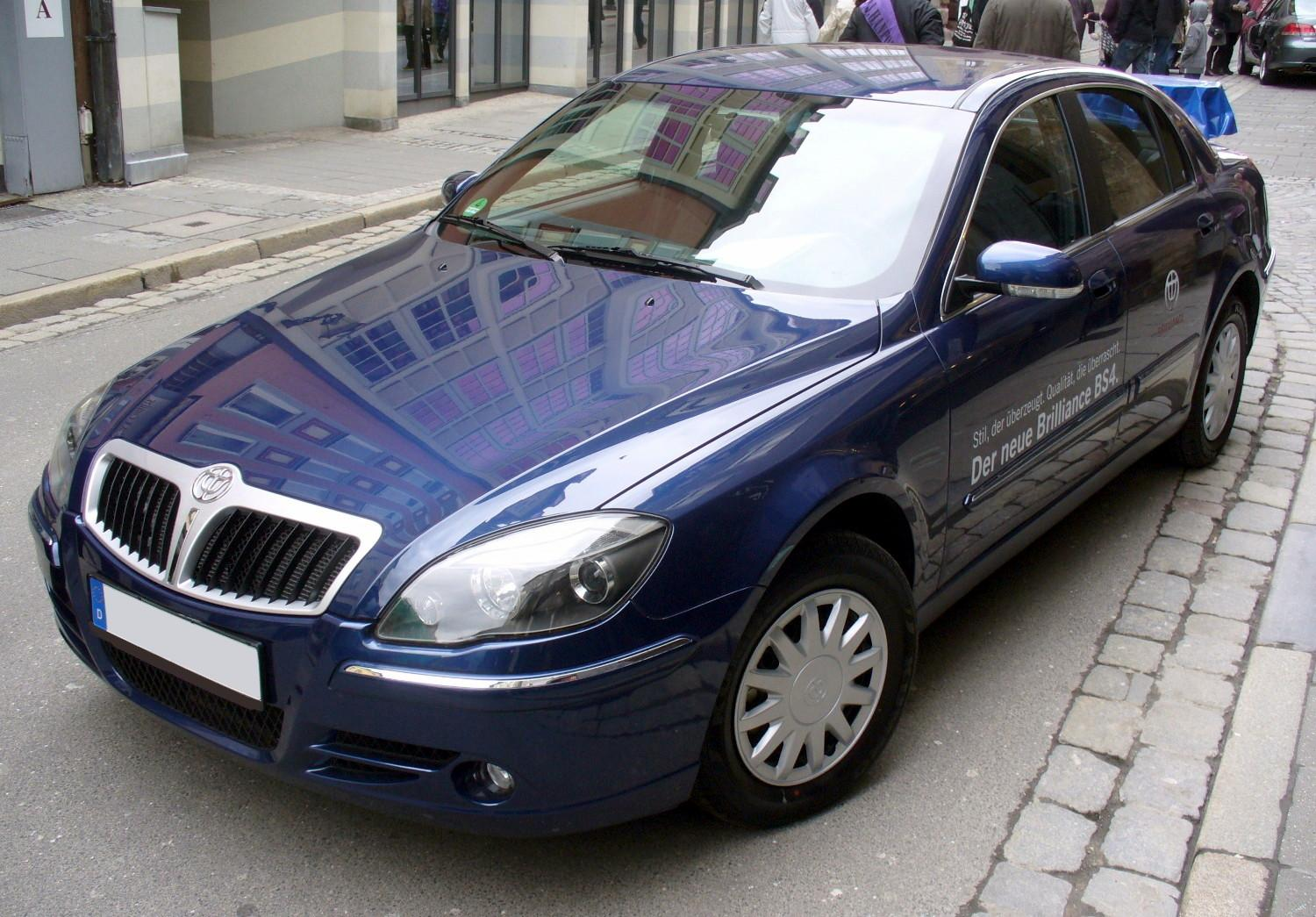
Brilliance BS4.

Brilliance China Auto, även känt som Huachen (华晨), är en kinesisk biltillverkare baserad i Shenyang. Utanför Europa säljs deras personbilar under namnet Zhonghua. Brilliance lanserades på den europeiska marknaden kring 2006. 2007 fick Brilliance stark kritik för att säkerheten är för dålig i samband med krocktester som genomförts. Försäljningen gick trögt och Brilliance försvann från den europeiska marknaden 2010. Då hade drygt 500 bilar av modellerna BS4 och BS6 sålts i Europa.
Brilliance BS4 licenstillverkas av den nordkoreanska biltillverkaren Pyeonghwa Motors under namnet Pyeonghwa Hwiparam II.

## Bilmodeller
- Brilliance BC3
- Brilliance BS2
- Brilliance BS4
- Brilliance BS6